# Вьошки (селище)
Вьо́шки (рос. Вьошки) — селище у складі Митищинського міського округу Московської області, Росія.

## Населення
Населення — 966 осіб (2010; 378 у 2002).
Національний склад (станом на 2002 рік):
- росіяни — 90 %